# Szwecja na Letnich Igrzyskach Olimpijskich 1908
Szwecję na Letnich Igrzyskach Olimpijskich 1908 w Londynie reprezentowało 168 zawodników (w tym trzy kobiety). Najmłodszym olimpijczykiem był Erik Adlerz (15 lat 362 dni) a najstarszym strzelec Oscar Swahn (60 lat 264 dni)
Był to trzeci start reprezentacji Szwecji na letnich igrzyskach olimpijskich.

## Medale

### Złote medale
- Frithiof Mårtensson – zapasy – styl klasyczny (grecko-rzymski) (waga średnia)
- Szwedzka drużyna gimnastyczna – zawody drużynowe
- Hjalmar Johansson – skoki do wody – wieża 10-metrowa
- Ulrich Salchow – łyżwiarstwo figurowe
- Oscar Swahn – strzelectwo – runda pojedyncza do sylwetki jelenia
- Arvid Knöppel, Ernst Rosell, Alfred Swahn, Oscar Swahn – strzelectwo – runda pojedyncza drużynowa do sylwetki jelenia
- Eric Lemming – lekkoatletyka – rzut oszczepem
- Eric Lemming – lekkoatletyka – rzut oszczepem w stylu wolnym

### Srebrne medale
- Mauritz Andersson – zapasy – styl klasyczny (grecko-rzymski) (waga średnia)
- Karl Malmström – skoki do wody – wieża 10-metrowa
- Richard Johansson – łyżwiarstwo figurowe
- Carl Hellström, Edmund Thormählen, Erik Wallerius, Eric Sandberg, Harald Wallin – żeglarstwo – klasa 8 metrów (drużynowo)
- Eric Carlberg, Vilhelm Carlberg, Johan Hübner von Holst, Frans-Albert Schartau – strzelectwo – strzelanie z broni małokalibrowej drużynowo
- Per-Olof Arvidsson, Janne Gustafsson, Axel Jansson, Gustaf Adolf Jonsson, Claës Rundberg, Gustav-Adolf Sjöberg – strzelectwo – karabin dowolny drużynowo

### Brązowe medale
- Robert Andersson, Erik Bergvall, Pontus Hanson, Harald Julin, Torsten Kumfeldt, Axel Runström, Gunnar Wennerström – piłka wodna
- Märtha Adlerstråhle – tenis – singiel kobiet
- Wollmar Boström, Gunnar Setterwall – tenis – debel mężczyzn
- Harald Julin – pływanie – 100 m kraulem
- Pontus Hanson – pływanie – 200 m żabką
- Arvid Spångberg – skoki do wody – wieża 10-metrowa
- Per Thorén – łyżwiarstwo figurowe
- Oscar Swahn – strzelectwo – runda podwójna do sylwetki jelenia
- Otto Nilsson – lekkoatletyka – rzut oszczepem stylem wolnym
- Bruno Söderström – lekkoatletyka – skok o tyczce
- John Svanberg – lekkoatletyka – bieg na 5 mil

## Skład kadry

### Gimnastyka
| Zawodnik | Konkurencja        | Finał | Finał   |
| Zawodnik | Konkurencja        | Wynik | Miejsce |
| --- | ------------------ | ----- | ------- |
| Gösta Åsbrink, Carl Bertilsson, Hjalmar Cedercrona, Andreas Cervin, Rudolf Degermark, Carl Folcker, Sven Forssman, Erik Granfelt, Carl Hårleman, Nils Hellsten, Gunnar Höjer, Arvid Holmberg, Carl Holmberg, Oswald Holmberg, Hugo Jahnke, Johan Jarlén, Gustaf Johnsson, Rolf Johnsson, Nils von Kantzow, Sven Landberg, Olle Lanner, Axel Ljung, Osvald Moberg, Carl Martin Norberg, Erik Norberg, Tor Norberg, Axel Norling, Daniel Norling, Gösta Olson, Leonard Peterson, Sven Rosén, Gustaf Rosenquist, Axel Sjöblom, Birger Sörvik, Haakon Sörvik, Karl-Johan Svensson, Karl-Gustaf Vingqvist, Nils Widforss | wielobój drużynowo | 438   | złoto   |

### Kolarstwo
| Konkurencja | Zawodnik                         | Eliminacje                                               | Eliminacje | Eliminacje | Półfinały | Półfinały      | Półfinały      | Finał | Finał | Finał                | Pozycja              |
| Konkurencja | Zawodnik                         | Przeciwnik                                               | Czas       | Miejsce    | Przeciwnik | Czas           | Miejsce        | Przeciwnik | Czas | Miejsce              | Pozycja              |
| ----------- | -------------------------------- | -------------------------------------------------------- | ---------- | ---------- | --- | -------------- | -------------- | --- | --- | -------------------- | -------------------- |
| 660 jardów  | Andrew Hansson                   | Émile Demangel George Summers                            | b.d        | 3.         | Nie awansował | Nie awansował  | Nie awansował  | Nie awansował | Nie awansował | Nie awansował        | Nie awansował        |
| sprint      | Andrew Hansson                   | Maurice Schilles                                         | b.d        | 2.         | Nie awansował | Nie awansował  | Nie awansował  | Nie awansował | Nie awansował | Nie awansował        | Nie awansował        |
| tandemy     | Andrew Hansson Gustaf Westerberg | John Barnard, Arthur Rushen Léon Coeckelberg, Jean Patou | b.d        | 3.         | Nie awansowali | Nie awansowali | Nie awansowali | Nie awansowali | Nie awansowali | Nie awansowali       | Nie awansowali       |
| 20 km       | Andrew Hansson                   |                                                          |            |            | David Robertson William Anderson Ioannis Santorinaios Pierre Texier | 34:53,6        | 1.             | b.d | Clarence Kingsbury Benjamin Jones Louis Weintz François Bonnet Arthur Denny Joseph Werbrouck Octave Lapize Leon Meredith | b.d                  | 5.                   |
| 20 km       | Gustaf Westerberg                |                                                          |            |            | Arthur J. Denny Charles Avrillon Léon Couckelberg Guglielmo Morisetti | 33:41,4        | 3.             | Nie awansował | Nie awansował | Nie awansował        | Nie awansował        |
| 100 km      | Andrew Hansson                   |                                                          |            |            | G.C. Lutz Sydney Bailey Pierre Texier J.H. Bishop D.C. Robertson William Anderson Alwin Boldt François Bonnet Georgius Damen Gerard Bosch van Drakestein André Lepère Harry Mussen J. Norman Rudolf Katzer Frederick McCarthy Ioannis Santorinaios | 2:50:21,4      | 1.             | Charles Bartlett Charles Denny Octave Lapize William Pett Pierre Texier Walter Andrews D.C. Robertson Sydney Bailey J.H. Bishop François Bonnet Guillaume Coeckelberg G.C. Lutz Leon Meredith Harry Mussen Gustaf Westerberg Harry Young | Nie ukończył wyścigu | Nie ukończył wyścigu | Nie ukończył wyścigu |
| 100 km      | Gustaf Westerberg                |                                                          |            |            | Leon Meredith Charles Bartlett Guillaume Coeckelberg Octave Lapize Walter Andrews William Pett Charles Denny Harry Young Cesare Zanzottera Charles Avrillon H. Cunault Bruno Götze Pierre Hostein Robert Jolly Jean Madelaine Guglielmo Malatesta Hermann Martens William Morton Dorus Nijland David Noon Battista Parini T.H.E. Passmore Paul Schulze Max Triebsch Louis Weintz | b.d            | 3.             | Charles Bartlett Charles Denny Octave Lapize William Pett Pierre Texier Walter Andrews D.C. Robertson Sydney Bailey J.H. Bishop François Bonnet Andrew Hansson G.C. Lutz Leon Meredith Harry Mussen Guillaume Coeckelberg Harry Young    | Nie ukończył wyścigu | Nie ukończył wyścigu | Nie ukończył wyścigu |

### Lekkoatletyka
Konkurencje biegowe
| Konkurencja         | Zawodnik                                                              | Eliminacje           | Eliminacje           | Półfinał           | Półfinał           | Finał                 | Finał                 |
| Konkurencja         | Zawodnik                                                              | Wynik                | Miejsce              | Wynik              | Miejsce            | Wynik                 | Miejsce               |
| ------------------- | --------------------------------------------------------------------- | -------------------- | -------------------- | ------------------ | ------------------ | --------------------- | --------------------- |
| 100 m               | Knut Lindberg                                                         | 11,2                 | 2.                   | Nie awansował      | Nie awansował      | Nie awansował         | Nie awansował         |
| 100 m               | Knut Stenborg                                                         | 11,5                 | 2.                   | Nie awansował      | Nie awansował      | Nie awansował         | Nie awansował         |
| 100 m               | Karl Fryksdal                                                         | b.d                  | 3.                   | Nie awansował      | Nie awansował      | Nie awansował         | Nie awansował         |
| 200 m               | Knut Stenborg                                                         | b.d                  | 4.                   | Nie awansował      | Nie awansował      | Nie awansował         | Nie awansował         |
| 200 m               | Knut Lindberg                                                         | b.d                  | 4.                   | Nie awansował      | Nie awansował      | Nie awansował         | Nie awansował         |
| 400 m               | Arvid Ringstrand                                                      | b.d                  | 3.                   | Nie awansował      | Nie awansował      | Nie awansował         | Nie awansował         |
| 400 m               | Sven Låftman                                                          | b.d                  | 3.                   | Nie awansował      | Nie awansował      | Nie awansował         | Nie awansował         |
| 800 m               | Evert Björn                                                           |                      |                      | b.d                | 3.                 | Nie awansował         | Nie awansował         |
| 800 m               | Frank Danielson                                                       |                      |                      | Nie ukończył biegu | Nie ukończył biegu | Nie awansował         | Nie awansował         |
| 800 m               | Edward Dahl                                                           |                      |                      | Nie ukończył biegu | Nie ukończył biegu | Nie awansował         | Nie awansował         |
| 800 m               | Kristian Hellström                                                    |                      |                      | 2:00,0             | 2.                 | Nie awansował         | Nie awansował         |
| 1500 m              | Evert Björn                                                           |                      |                      | Nie ukończył biegu | Nie ukończył biegu | Nie awansował         | Nie awansował         |
| 1500 m              | Edward Dahl                                                           |                      |                      | 4:10,4             | 2.                 | Nie awansował         | Nie awansował         |
| 1500 m              | Axel Andersson                                                        |                      |                      | b.d                | 6.                 | Nie awansował         | Nie awansował         |
| 110 m przez płotki  | Oscar Lemming                                                         | Nie ukończył biegu   | Nie ukończył biegu   | Nie awansował      | Nie awansował      | Nie awansował         | Nie awansował         |
| sztafeta olimpijska | Sven Låftman Knut Lindberg Knut Stenborg Evert Björn                  | 3:33,0               | 2.                   |                    |                    | Nie awansowali        | Nie awansowali        |
| 3 mile drużynowo    | John Svanberg Georg Peterson Edward Dahl Axel Wiegandt Seth Landqvist | 21 pkt               | 3.                   |                    |                    | Nie awansowali        | Nie awansowali        |
| 5 mil indywidualnie | Edward Dahl                                                           | Nie ukończył biegu\| | Nie ukończył biegu\| |                    |                    | Nie awansował         | Nie awansował         |
| 5 mil indywidualnie | John Svanberg                                                         | 25:46,2              | 1.                   |                    |                    | 25:37,2               | brąz                  |
| 5 mil indywidualnie | Seth Landqvist                                                        | 27:00,2              | 1.                   |                    |                    | b.d                   | 9.                    |
| 5 mil indywidualnie | Georg Peterson                                                        | 26:50,4              | 3.                   |                    |                    | Nie awansował         | Nie awansował         |
| 5 mil indywidualnie | Axel Wiegandt                                                         | Nie ukończył biegu   | Nie ukończył biegu   |                    |                    | Nie awansował         | Nie awansował         |
| maraton             | John Svanberg                                                         |                      |                      |                    |                    | 3:07:50,8             | 8.                    |
| maraton             | Georg Peterson                                                        |                      |                      |                    |                    | Nie stanął na starcie | Nie stanął na starcie |
| maraton             | Ivar Lundberg                                                         |                      |                      |                    |                    | Nie stanął na starcie | Nie stanął na starcie |
| maraton             | Thure Bergvall                                                        |                      |                      |                    |                    | Nie stanął na starcie | Nie stanął na starcie |
| maraton             | Seth Landqvist                                                        |                      |                      |                    |                    | Nie ukończył biegu    | Nie ukończył biegu    |
| maraton             | Johan Lindqvist                                                       |                      |                      |                    |                    | Nie ukończył biegu    | Nie ukończył biegu    |
| chód na 3500 m      | Einar Rothman                                                         | 17:40,2              | 3.                   |                    |                    | 17:50,0               | 7.                    |
| chód na 10 mil      | Einar Rothman                                                         | Nie ukończył wyścigu | Nie ukończył wyścigu |                    |                    | Nie awansował         | Nie awansował         |

Konkurencje techniczne
| Zawodnik           | Konkurencja                   | Finał | Finał   |
| Zawodnik           | Konkurencja                   | Wynik | Miejsce |
| ------------------ | ----------------------------- | ----- | ------- |
| Gunnar Rönström    | skok w dal                    | 6,66  | 10.     |
| Carl Silfverstrand | skok w dal                    | 6,34  | 20.     |
| Arvid Ringstrand   | skok w dal                    | b.d   | 21.     |
| Hugo Wieslander    | skok w dal                    | b.d   | 21.     |
| Karl Fryksdal      | trójskok                      | 13,65 | 7.      |
| Axel Hedenlund     | skok wzwyż                    | 1,80  | 8.      |
| Folke Hellstedt    | skok wzwyż                    | 1,67  | 16.     |
| Bruno Söderström   | skok o tyczce                 | 3,58  | brąz    |
| Carl Silfverstrand | skok o tyczce                 | 3,20  | 10.     |
| Ragnar Ekberg      | skok w dal z miejsca          | 3,19  | 5.      |
| Allan Bengtsson    | skok wzwyż z miejsca          | 1,40  | 14.     |
| Karl Fryksdahl     | skok wzwyż z miejsca          | 1,40  | 14.     |
| Hugo Wieslander    | pchnięcie kulą                | b.d   | 9.      |
| Folke Fleetwood    | rzut dyskiem                  | b.d   | 12.     |
| Eric Lemming       | rzut dyskiem                  | b.d   | 12.     |
| Theodor Neijström  | rzut dyskiem                  | b.d   | 12.     |
| Otto Nilsson       | rzut dyskiem                  | b.d   | 12.     |
| Hugo Wieslander    | rzut dyskiem                  | b.d   | 12.     |
| Eric Lemming       | Rzut młotem                   | 43,06 | 8.      |
| Robert Olsson      | Rzut młotem                   | b.d   | 10.     |
| Eric Lemming       | rzut oszczepem                | 54,83 | złoto   |
| Otto Nilsson       | rzut oszczepem                | 47,11 | brąz    |
| Hugo Wieslander    | rzut oszczepem                | b.d   | 8.      |
| Folke Fleetwood    | rzut dyskiem greckim          | b.d   | 11.     |
| Eric Lemming       | rzut dyskiem greckim          | b.d   | 11.     |
| Hugo Wieslander    | rzut oszczepem w stylu wolnym | 47,56 | 5.      |
| Knut Lindberg      | rzut oszczepem w stylu wolnym | b.d   | 10.     |
| Otto Nilsson       | rzut oszczepem w stylu wolnym | b.d   | 10.     |
| Bruno Söderström   | rzut oszczepem w stylu wolnym | b.d   | 10.     |

### Łyżwiarstwo figurowe
| Zawodnik          | Konkurencja | Wynik | Pozycja |
| ----------------- | ----------- | ----- | ------- |
| Elna Montgomery   | Solistki    | 170,3 | 4.      |
| Ulrich Salchow    | Soliści     | 377,3 | złoto   |
| Richard Johansson | Soliści     | 365,2 | srebro  |
| Per Thorén        | Soliści     | 357,4 | brąz    |

### Piłka nożna
- Reprezentacja mężczyzn

| - Oscar Bengtsson - Åke Fjästad - Theodor Malm - Nils Andersson - Sven Olsson - Hans Lindman - Olof Ohlsson - Thor Ericsson |  | - Walter Lidén - Sune Almkvist - Erik Bergström - Gustaf Bergström - Sven Ohlsson - Karl Ansén - Arvid Fagrell - Karl Gustafsson |

Reprezentacja Szwecji w pierwszej rundzie uległa drużynie Wielkiej Brytanii.
| 20 października 1908 | Wielka Brytania · Harold Stapley 15', ??' · Vivian Woodward ??', ??' · Arthur Berry ??' · Frederick Chapman ??' · Clyde Purnell ??', ??', ??', ??' · Robert Hawkes ??', ??' | 12 : 1(7:0) | Szwecja · 65' Gustaf Bergström | White City Stadium, Londyn Widzów: 2 000 Sędzia: John Ibbotson |
|                      | |             |                                |                                                                |

### O trzecie miejsce
Reprezentacja Szwecji zagrała, gdy pierwsza reprezentacja Francji odmówiła występu.
| 23 października 1908 | Holandia · Jops Reeman 6' · Edu Snethlage 58' | 2 : 0(1:0) | Szwecja | White City Stadium, Londyn Widzów: 1 000 Sędzia: John Pearson |
|                      |                                               |            |         |                                                               |

Ostatecznie reprezentacja Szwecji zajęła 4. miejsce

### Piłka wodna
- Reprezentacja mężczyzn

| - Robert Andersson - Erik Bergvall - Pontus Hanson - Harald Julin |  | - Torsten Kumfeldt - Axel Runström - Gunnar Wennerström |

Reprezentanci Szwecji zdobyli brązowy medal.

### Pływanie
| Zawodnik                                                       | Konkurencja        | Eliminacje | Eliminacje | Półfinał      | Półfinał      | Finał         | Finał         |
| Zawodnik                                                       | Konkurencja        | Czas       | Miejsce    | Czas          | Miejsce       | Czas          | Miejsce       |
| -------------------------------------------------------------- | ------------------ | ---------- | ---------- | ------------- | ------------- | ------------- | ------------- |
| Harald Julin                                                   | 100 m dowolnym     | 1:12,0     | 1.         | 1:10,2        | 2.            | 1:08,0        | brąz          |
| Robert Andersson                                               | 100 m dowolnym     | b.d        | 3-5        | Nie awansował | Nie awansował | Nie awansował | Nie awansował |
| Robert Andersson                                               | 400 m dowolnym     | 6:28,0     | 2.         | Nie awansował | Nie awansował | Nie awansował | Nie awansował |
| Vilhelm Andersson                                              | 400 m dowolnym     | b.d        | 4.         | Nie awansował | Nie awansował | Nie awansował | Nie awansował |
| Vilhelm Andersson                                              | 1500 m dowolnym    | 27:34,4    | 4.         | Nie awansował | Nie awansował | Nie awansował | Nie awansował |
| Gunnar Wennerström                                             | 1500 m dowolnym    | 27:15,4    | 2.         | Nie awansował | Nie awansował | Nie awansował | Nie awansował |
| Gustaf Wretman                                                 | 1500 m dowolnym    | 28:40,8    | 3.         | Nie awansował | Nie awansował | Nie awansował | Nie awansował |
| Gustaf Wretman                                                 | 100 m grzbietowym  | b.d        | 3.         | Nie awansował | Nie awansował | Nie awansował | Nie awansował |
| Adolf Andersson                                                | 200 m klasycznym   | b.d        | 3.         | Nie awansował | Nie awansował | Nie awansował | Nie awansował |
| Pontus Hanson                                                  | 200 m klasycznym   | 3:15,0     | 2.         | 3:13,0        | 2.            | 3:14,6        | brąz          |
| Hjalmar Johansson                                              | 200 m klasycznym   | 3:21,2     | 2.         | Nie awansował | Nie awansował | Nie awansował | Nie awansował |
| Torsten Kumfeldt                                               | 200 m klasycznym   | 3:24,6     | 2.         | Nie awansował | Nie awansował | Nie awansował | Nie awansował |
| Per Fjästad                                                    | 200 m klasycznym   | 3:31,4     | 2.         | Nie awansował | Nie awansował | Nie awansował | Nie awansował |
| Max Gumpel                                                     | 200 m klasycznym   | b.d        | 3.         | Nie awansował | Nie awansował | Nie awansował | Nie awansował |
| Wilhelm Persson                                                | 200 m klasycznym   | 3:17,6     | 1.         | b.d           | 3.            | Nie awansował | Nie awansował |
| Gustaf Wretman Gunnar Wennerström Harald Julin Adolf Andersson | 4 × 200 m dowolnym |            |            | b.d           | 3.            | Nie awansował | Nie awansował |

### Przeciąganie liny
| Zawodnik | Ćwierćfinał      | Półfinał            | Finał            | Miejsce |
| Zawodnik | Przeciwnik Wynik | Przeciwnik Wynik    | Przeciwnik Wynik | Miejsce |
| --- | ---------------- | ------------------- | ---------------- | ------- |
| Emil Johansson Carl-Emil Johansson Frans Fast Albrekt Almqvist Knut Johansson Karl Krook Karl-Gustaf Nilsson Hjalmar Wollgarth |                  | Wielka Brytania · P | Nie awansowali   | 4.      |

### Skoki do wody
| Konkurencja        | Zawodnik          | Runda 1 | Runda 1 | Półfinały     | Półfinały     | Finał         | Finał         |
| Konkurencja        | Wynik             | Pozycja | Wynik   | Pozycja       | Wynik         | Pozycja       |               |
| ------------------ | ----------------- | ------- | ------- | ------------- | ------------- | ------------- | ------------- |
| skoki z trampoliny | Karl Malmström    | 70,3    | 4.      | Nie awansował | Nie awansował | Nie awansował | Nie awansował |
| skoki z trampoliny | Sigfrid Larsson   | 64,5    | 5.      | Nie awansował | Nie awansował | Nie awansował | Nie awansował |
| skoki z wieży      | Erik Adlerz       | 74,1    | 3.      | Nie awansował | Nie awansował | Nie awansował | Nie awansował |
| skoki z wieży      | Hjalmar Johansson | 78,4    | 1.      | 80,75         | 1.            | 83,75         | złoto         |
| skoki z wieży      | Karl Malmström    | 73,95   | 2.      | 67,0          | 2.            | 78,73         | srebro        |
| skoki z wieży      | Hilmer Löfberg    | 68,9    | 1.      | 59,18         | 4,            | Nie awansował | Nie awansował |
| skoki z wieży      | Sigfrid Larsson   | 64,8    | 3.      | Nie awansował | Nie awansował | Nie awansował | Nie awansował |
| skoki z wieży      | Arvid Spångberg   | 79,2    | 1.      | 72,3          | 1.            | 74,00         | brąz          |
| skoki z wieży      | Harald Arbin      | 76,8    | 2.      | 52,81         | 5.            | Nie awansował | Nie awansował |
| skoki z wieży      | Gunnar Vingqvist  | 65,7    | 4.      | Nie awansował | Nie awansował | Nie awansował | Nie awansował |
| skoki z wieży      | Robert Andersson  | 73,55   | 1.      | 66,75         | 2.            | 68,30         | 4.            |
| skoki z wieży      | Axel Runström     | 57,6    | 4.      | Nie awansował | Nie awansował | Nie awansował | Nie awansował |

### Strzelectwo
| Konkurencja                                     | Zawodnik                                                                                                  | Finał                    | Finał                    |
| Konkurencja                                     | Zawodnik                                                                                                  | Wynik                    | Pozycja                  |
| ----------------------------------------------- | --- | ------------------------ | ------------------------ |
| karabin dowolny 1000 jardów                     | Ossian Jörgensen                                                                                          | 77                       | 34.                      |
| karabin dowolny 1000 jardów                     | Erik Ohlsson                                                                                              | 54                       | 43.                      |
| karabin dowolny 1000 jardów                     | Fredrik Mossberg                                                                                          | 48                       | 44.                      |
| karabin dowolny 1000 jardów                     | Ernst Rosell                                                                                              | 27                       | 46.                      |
| karabin dowolny 3 pozycje                       | Gustav-Adolf Sjöberg                                                                                      | 874                      | 4.                       |
| karabin dowolny 3 pozycje                       | Janne Gustafsson                                                                                          | 872                      | 5.                       |
| karabin dowolny 3 pozycje                       | Axel Jansson                                                                                              | 843                      | 7.                       |
| karabin dowolny 3 pozycje                       | Per-Olof Arvidsson                                                                                        | 823                      | 12.                      |
| karabin dowolny 3 pozycje                       | Gustaf Adolf Jonsson                                                                                      | 812                      | 15.                      |
| karabin dowolny 3 pozycje                       | Fredrik Mossberg                                                                                          | 761                      | 23.                      |
| karabin dowolny 3 pozycje                       | Erik Ohlsson                                                                                              | 751                      | 28.                      |
| karabin dowolny 3 pozycje                       | Ossian Jörgensen                                                                                          | 420                      | 50.                      |
| karabin dowolny 3 pozycje drużynowo             | Gustaf Adolf Jonsson Per-Olof Arvidsson Axel Jansson Gustav-Adolf Sjöberg Claës Rundberg Janne Gustafsson | 4711                     | srebro                   |
| karabin wojskowy drużynowo                      | Claës Rundberg Ossian Jörgensen Janne Gustafsson Per-Olof Arvidsson Axel Jansson Gustaf Adolf Jonsson     | 2213                     | 5.                       |
| karabin małokalibrowy 50 i 100 jardów leżąc     | Vilhelm Carlberg                                                                                          | 370                      | 10.                      |
| karabin małokalibrowy 50 i 100 jardów leżąc     | Johan Hübner von Holst                                                                                    | 349                      | 18.                      |
| karabin małokalibrowy ruchoma tarcza            | Otto von Rosen                                                                                            | 18                       | 8.                       |
| karabin małokalibrowy ruchoma tarcza            | Eric Carlberg                                                                                             | 9                        | 15.                      |
| karabin małokalibrowy ruchoma tarcza            | Vilhelm Carlberg                                                                                          | 9                        | 15.                      |
| karabin małokalibrowy ruchoma tarcza            | Johan Hübner von Holst                                                                                    | 9                        | 15.                      |
| karabin małokalibrowy ruchoma tarcza            | Frans-Albert Schartau                                                                                     | Nie ukończył konkurencji | Nie ukończył konkurencji |
| karabin małokalibrowy znikająca tarcza          | Vilhelm Carlberg                                                                                          | 45                       | 7.                       |
| karabin małokalibrowy znikająca tarcza          | Eric Carlberg                                                                                             | 42                       | 9.                       |
| karabin małokalibrowy znikająca tarcza          | Otto von Rosen                                                                                            | 42                       | 9.                       |
| karabin małokalibrowy znikająca tarcza          | Frans-Albert Schartau                                                                                     | 42                       | 9.                       |
| karabin małokalibrowy znikająca tarcza          | Johan Hübner von Holst                                                                                    | 39                       | 15.                      |
| karabin małokalibrowy 50 i 100 jardów drużynowo | Vilhelm Carlberg Frans-Albert Schartau Johan Hübner von Holst Eric Carlberg                               | 737                      | srebro                   |
| runda pojedyncza – sylwetka jelenia             | Oscar Swahn                                                                                               | 25                       | złoto                    |
| runda pojedyncza – sylwetka jelenia             | Ernst Rosell                                                                                              | 17                       | 11.                      |
| runda podwójna – sylwetka jelenia               | Oscar Swahn                                                                                               | 38                       | brąz                     |
| runda podwójna – sylwetka jelenia               | Ernst Rosell                                                                                              | 27                       | 8.                       |
| runda pojedyncza – sylwetka jelenia drużynowo   | Alfred Swahn Arvid Knöppel Oscar Swahn Ernst Rosell                                                       | 86                       | złoto                    |
| pistolet dowolny indywidualnie                  | Frans-Albert Schartau                                                                                     | 436                      | 18.                      |
| pistolet dowolny indywidualnie                  | Vilhelm Carlberg                                                                                          | 432                      | 20.                      |
| pistolet dowolny indywidualnie                  | Johan Hübner von Holst                                                                                    | 408                      | 27.                      |
| pistolet dowolny indywidualnie                  | Eric Carlberg                                                                                             | 396                      | 33.                      |
| pistolet dowolny indywidualnie                  | Otto von Rosen                                                                                            | 386                      | 35.                      |
| pistolet dowolny drużynowo                      | Vilhelm Carlberg Eric Carlberg Johan Hübner von Holst Frans-Albert Schartau                               | 1732                     | 5.                       |
| trap indywidualnie                              | Alfred Swahn                                                                                              | 22                       | 25.                      |
| trap indywidualnie                              | Edward Benedicks                                                                                          | 19                       | 27.                      |

### Szermierka
| Konkurencja          | Zawodnik                                                    | 1 runda                                                                                             | 1 runda     | 2 runda                                                                     | 2 runda       | Półfinały                                                                                         | Półfinały      | Finał          | Finał          | Pozycja        |
| Konkurencja          | Zawodnik                                                    | Przeciwnik                                                                                          | Wynik       | Przeciwnik                                                                  | Wynik         | Przeciwnik                                                                                        | Wynik          | Przeciwnik     | Wynik          | Pozycja        |
| -------------------- | ----------------------------------------------------------- | --------------------------------------------------------------------------------------------------- | ----------- | --------------------------------------------------------------------------- | ------------- | ------------------------------------------------------------------------------------------------- | -------------- | -------------- | -------------- | -------------- |
| szpada indywidualnie | Eric Carlberg                                               | Lauritz Østrup Bernard Gravier Jaroslav Tuček Pontus von Rosen Georg Stöhr Luke Fildes              | P W P W P W | Nie awansował                                                               | Nie awansował | Nie awansował                                                                                     | Nie awansował  | Nie awansował  | Nie awansował  | Nie awansował  |
| szpada indywidualnie | Pontus von Rosen                                            | Lauritz Østrup Bernard Gravier Jaroslav Tuček Eric Carlberg Georg Stöhr Luke Fildes                 | P W P W R   | Nie awansował                                                               | Nie awansował | Nie awansował                                                                                     | Nie awansował  | Nie awansował  | Nie awansował  | Nie awansował  |
| szpada indywidualnie | Henry Peyron                                                | Giulio Cagiati Sydney Martineau François Rom Albert Naumann Bedřich Schejbal                        | R P W       | Nie awansował                                                               | Nie awansował | Nie awansował                                                                                     | Nie awansował  | Nie awansował  | Nie awansował  | Nie awansował  |
| szpada indywidualnie | Gustaf Lindblom                                             | Robert Montgomerie Frantz Jørgensen Giuseppe Mangiarotti Robert Quennessen Percy Nobbs August Petri | P R W       | Alexandre Lippmann Leaf Daniell Marcello Bertinetti Vlastimil Lada-Sázavský | P W           | Martin Holt Alexandre Lippmann Eugène Olivier Jean Stern Paul Anspach Lauritz Østrup Paul le Blon | W P R W P R P  | Nie awansował  | Nie awansował  | Nie awansował  |
| szpada indywidualnie | Georg Branting                                              | Marcello Bertinetti Cecil Haig Simon Okker Paul le Blon                                             | P           | Nie awansował                                                               | Nie awansował | Nie awansował                                                                                     | Nie awansował  | Nie awansował  | Nie awansował  | Nie awansował  |
| szpada indywidualnie | Birger Cnattingius                                          | Alexandre Lippmann Riccardo Nowak Fernand Stuyck Edgar Seligman Gösta Olson                         | P W         | Nie awansował                                                               | Nie awansował | Nie awansował                                                                                     | Nie awansował  | Nie awansował  | Nie awansował  | Nie awansował  |
| szpada indywidualnie | Gösta Olson                                                 | Alexandre Lippmann Riccardo Nowak Fernand Stuyck Edgar Seligman Birger Cnattingius                  | P R P       | Nie awansował                                                               | Nie awansował | Nie awansował                                                                                     | Nie awansował  | Nie awansował  | Nie awansował  | Nie awansował  |
| szpada drużynowo     | Eric Carlberg Gustaf Lindblom Henry Peyron Pontus von Rosen | |             | Belgia                                                                      | P             | Nie awansowali                                                                                    | Nie awansowali | Nie awansowali | Nie awansowali | Nie awansowali |

### Tenis
| Konkurencja | Zawodnik                          | 1 runda                            | Ćwierćfinały                               | Półfinały                                            | Mecz o 3. miejsce                                         | Miejsce |
| Konkurencja | Zawodnik                          | Przeciwnik Wynik                   | Przeciwnik Wynik                           | Przeciwnik Wynik                                     | Przeciwnik Wynik                                          | Miejsce |
| ----------- | --------------------------------- | ---------------------------------- | ------------------------------------------ | ---------------------------------------------------- | --------------------------------------------------------- | ------- |
| Singiel (m) | Gunnar Setterwall                 | Lionel Escombe W 3:0 (6:2,6:3,6:1) | George Caridia P 0:3 (2:6,1:6,1:6)         | Nie awansował                                        | Nie awansował                                             | 5.      |
| Singiel (m) | Wollmar Boström                   |                                    | Wilberforce Eaves P 0:3 (5:7,2:6,7:9)      | Nie awansował                                        | Nie awansował                                             | 5.      |
| debel (m)   | Gunnar Setterwall Wollmar Boström |                                    | wolny los                                  | George Simond George Caridia P 1:3 (4:6,7:9,6:2,2:6) | Josiah Ritchie Lionel Escombe W 3:2 (4:6,6:3,1:6,6:0,6:3) | brąz    |
| singiel (k) | Elsa Wallenberg                   |                                    | Mildred Coles W 2:1 (11:9,4:6,4:5 (krecz)) | Gladys Eastlake-Smith P 0:2 (4:6,4:6)                | Märtha Adlerstråhle P 1:2 (6:1,2:6,3:6)                   | 4.      |
| singiel (k) | Märtha Adlerstråhle               |                                    | wolny los                                  | Alice Greene P 0:2 (1:6,3:6)                         | Elsa Wallenberg W 2:1 (1:6,6:2,6:3)                       | brąz    |

### Zapasy
| Konkurencja                   | Zawodnik            | 1/16 finału          | 1/8 finału            | Ćwierćfinał          | Półfinały             | Finał                 | Miejsce |
| Konkurencja                   | Zawodnik            | Przeciwnik Wynik     | Przeciwnik Wynik      | Przeciwnik Wynik     | Przeciwnik Wynik      | Przeciwnik Wynik      | Miejsce |
| ----------------------------- | ------------------- | -------------------- | --------------------- | -------------------- | --------------------- | --------------------- | ------- |
| styl klasyczny waga lekka     | Gunnar Persson      | wolny los            | Ernest Blount W       | József Maróthy W     | Enrico Porro p        | Nie awansował         | 4.      |
| styl klasyczny waga lekka     | Gustaf Malmström    | George MacKenzie W   | Frits Bruseker W      | Enrico Porro p       | Nie awansował         | Nie awansował         | 5.      |
| styl klasyczny waga lekka     | Carl Erik Lund      | wolny los            | Nikołaj Orłow p       | Nie awansował        | Nie awansował         | Nie awansował         | 9.      |
| styl klasyczny waga średnia   | Frithiof Mårtensson | Josef Bechynê W      | Gerald Bradshaw W     | Axel Larsson W       | Anders Andersen W     | Mauritz Andersson W   | złoto   |
| styl klasyczny waga średnia   | Mauritz Andersson   | Stanley Bacon W      | Fred Beck W           | Johannes Eriksen W   | Jóhannes Jósefsson W  | Frithiof Mårtensson P | srebro  |
| styl klasyczny waga średnia   | Axel Frank          | wolny los            | Grigorij Diomin W     | Jóhannes Jósefsson p | Nie awansował         | Nie awansował         | 5.      |
| styl klasyczny waga średnia   | Harry Challstorp    | Fred Beck P          | Nie awansował         | Nie awansował        | Nie awansował         | Nie awansował         | 17.     |
| styl klasyczny waga półciężka | Fritz Larsson       | Harald Christensen W | Douwe Wijbrands W     | Verner Weckman P     | Nie awansował         | Nie awansował         | 5.      |
| styl wolny waga średnia       | Carl Andersson      |                      | wolny los             | John Craige W        | George de Relwyskow P | Nie awansował         | 4.      |
| styl wolny waga średnia       | Harry Challstorp    |                      | George de Relwyskow P | Nie awansował        | Nie awansował         | Nie awansował         | 9.      |

### Żeglarstwo
| Zawodnik                                                                    | Konkurencja    | Wyścig           | Wyścig                | Wyścig             | Punkty | Finałowa pozycja |
| Zawodnik                                                                    | Konkurencja    | Wyścig I miejsce | Wyścig II miejsce     | Wyścig III miejsce | Punkty | Finałowa pozycja |
| --------------------------------------------------------------------------- | -------------- | ---------------- | --------------------- | ------------------ | ------ | ---------------- |
| Karl-Einar Sjögren Birger Gustafsson Jonas Jonsson                          | klasa 6 metrów | 5.               | 5.                    | 5.                 | 0      | 5.               |
| Carl Hellström Eric Sandberg Edmund Thormählen Erik Wallerius Harald Wallin | klasa 8 metrów | 5.               | 4.                    | 1.                 | 3      | srebro           |
| John Carlsson Edvin Hagberg Karl Ljungberg Hjalmar Lönnroth August Olsson   | klasa 8 metrów | 4.               | Nie ukończyli wyścigu | 5.                 | 0      | 5.               |